# Себастиан Шенк фон Щауфенберг
Себастиан Шенк фон Щауфенберг (на немски: Sebastian Schenk von Stauffenberg; † 11 ноември 1564) е от линията „Амердинги“ на швабския стар благороднически род Шенк фон Щауфенберг във Вилфлинген.

## Произход
Той е син на Вернер Шенк фон Щауфенберг († 6 април 1529, Вилфлинген) и съпругата му Магдалена фон Лаубенбург (* пр. 1516). Внук е на Вернер Шенк фон Щауфенберг († 1485) и Барбара трусес фон Бихисхаузен (* пр. 1461). Потомък е на Берхтолд Шенк фон Щауфенберг († 1109) и Ермбгард фон Ербах.

## Фамилия
Първи брак: на 6 декември 1525 г. с Анна фон Рехберг-Илерайхен († пр. 1540), дъщеря на рицар Албрехт фон Рехберг-Илерайхен († 1510) и съпругата му Мая Гюс фон Гюсенберг († 1521). Те имат седем деца:
- Магдалена Шенк фон Щауфенберг, омъжена на 22 септември 1547 г. за Йобст Вернер фон Шинен/Шленау
- Вернер Шенк фон Щауфенберг († ок. 1583)
- Албрехт Шенк фон Щауфенберг († 19 август 1593, Вилфлинген), женен I. ок. 1558 г. за Катарина фон Клозен († 1571, Вилфлинген), II. за Вероника Фойт фон Алтен-Зумерау
- Ханс Шенк фон Щауфенберг († 12 юли 1582), женен на 26 януари 1565/1566 г. в Хаунсхайм за Барбара фон Вестернах († 22 септември 1570)
- Георг Шенк фон Щауфенберг († 21 септември 1605)
- Вилхелм Шенк фон Щауфенберг († 1587), женен 1572 г. за Доротея фон Вестерщетен
- Себастиан Шенк фон Щауфенберг († 1590), женен I. за Зигуна фон Вайлер († 1575), II. за Кордула фон Щайн, III. за Барбара фон Бернхаузен

Втори брак: на 12 февруари 1539/1540 г. с Анна фон Шпет цу Зулцбург († сл. 1573), дъщеря на Каспар Шпет и Агнес фон Шинен. Бракът е бездетен.